# Siège de Tourane
Campagne de Cochinchine
Batailles
- Siège de Tourane
- Siège de Saïgon
- Kỳ Hòa
- Mỹ Tho
- Qui Nhơn
- Biên Hòa
- Vĩnh Long
- Traité de Saïgon

Le siège de Tourane, de septembre 1858 à mars 1860, est l'épisode inaugural de la colonisation française en Indochine. Il intervient dans le cadre de la campagne de Cochinchine décidée en juillet 1857 par Napoléon III. Fort de 3 000 hommes et dirigé par l'amiral Charles Rigault de Genouilly, le corps expéditionnaire franco-espagnol constitué à cette occasion réussit à s'emparer des forts de la baie de Tourane (aujourd'hui Đà Nẵng) et à installer une véritable base opérationnelle sur la presqu'île de Tiên Sa. Après vingt mois d'occupation, les forces alliées, décimées par les maladies, sont toutefois contraintes d'abandonner la place. Fruit d'une véritable politique de la canonnière du Second Empire, le siège de Tourane est considéré comme un échec colonial, politique, militaire, stratégique, logistique et médical.

## Contexte
En 1857, l'empereur Tự Đức avait fait exécuter deux missionnaires catholiques espagnols. Le gouvernement français avait déjà fermé les yeux sur de telles exactions, mais cette fois, le contexte était différent : Français et Britanniques venaient d'envoyer une expédition militaire en Chine dans le cadre de la seconde guerre de l'opium ; les Français avaient des troupes disponibles pour intervenir au Vietnam. En novembre 1857, Napoléon III charge l'amiral Rigault de Genouilly d'organiser une expédition à Tourane (actuelle Đà Nẵng), visant à obtenir un traité avantageux pour la France auprès de la cour impériale vietnamienne. Au mois de septembre suivant, une flotte franco-espagnole arrive dans la baie : la place doit servir de base opérationnelle pour l'expédition.

## Ordre de bataille

### Alliés
Français : le navire amiral la frégate de 50 canons Némésis avec les corvettes Primauguet, Phlégéthon armées de 12 canons, les canonnières à vapeur Alarme, Avalanche, Dragonne, Fusée et Mitraille et en support les transports Dordogne, Durance, Gironde, Meurthe et Saône. Deux bataillons d'infanterie de marine, 1 000 hommes et une batterie d'artillerie de marine.
Espagnols : le navire El Cano et 1 000 soldats venant des garnisons des Philippines, soit 550 Espagnols et 450 Philippins d'infanterie légère (principalement d'ethnies Tagalog et Visayas, connus par les Français sous le nom de « chasseurs Tagals »),,.

### Vietnamiens
Une garnison de 2 000 hommes était commandée par le mandarin Le Dinh Ly. La baie était défendue par deux forts de Kiên Chan sur la côte ouest et par cinq forts sur la péninsule de Tiên Sa, qui contrôlaient l'embouchure du fleuve Han et l'accès à la ville. Sur la côte ouest de la péninsule se trouvaient, du nord au sud, le fort du Nord, le fort de l'Observatoire, au bout d'une jetée, le fort de l'Aiguade et le fort de l'Est, à l'est de l'embouchure du fleuve. Le fort de l'Ouest se trouvait de l'autre côté du fleuve. Entre ces forts étaient déployées des batteries de canons. Après coup, Rigault de Genouilly expliqua que ces ouvrages fortifiés étaient défendus par des canons de calibre conséquent, avec de la poudre anglaise et des affûts modernes, et que l'infanterie  était équipée de fusils belges et français modernes.

## Première phase

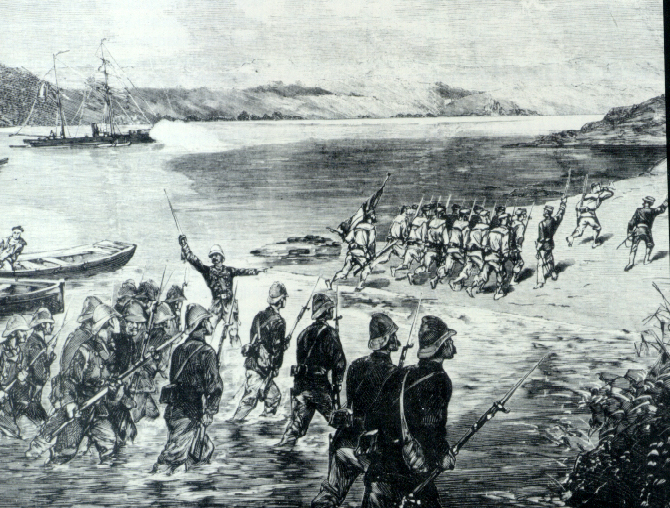
Débarquement des troupes de marine en 1858.

Arrivé dans la baie durant la nuit du 31 août, le corps expéditionnaire plaça ses navires en face des forts de la péninsule de Tiên Sa le 1er septembre 1858 au matin. Rigault de Genouilly les somma de se rendre sous deux heures en envoyant un pli au fort de l'Aiguade. En l'absence de réponse, il fit ouvrir le feu.
Au nord les canons furent rapidement réduits au silence et le capitaine de vaisseau Reynaud débarqua ses compagnies de la Némésis, du Primauguet et du Phlégéthon, prenant le fort de l'Aiguade et les batteries qui se trouvaient à l'ouest sans grande résistance. Arrivés là, ils subirent une contre-offensive vietnamienne.
Au sud, deux canonnières et le El Cano bombardèrent les forts, un incendie fut allumé par un obus dans le fort de l'Est, ce qui mit en déroute ses défenseurs, ceux du fort de l'Ouest firent de même et l'ensemble des troupes vietnamiennes se retira vers la ville. La péninsule de Tiên Sâ était aux mains des alliés.
Les défenseurs du fort de l'Observatoire, piégés, se défendirent jusqu'au bout et furent tués. Les pertes des alliés furent faibles et aucun dégât ne fut à déplorer sur les navires.

## Seconde phase

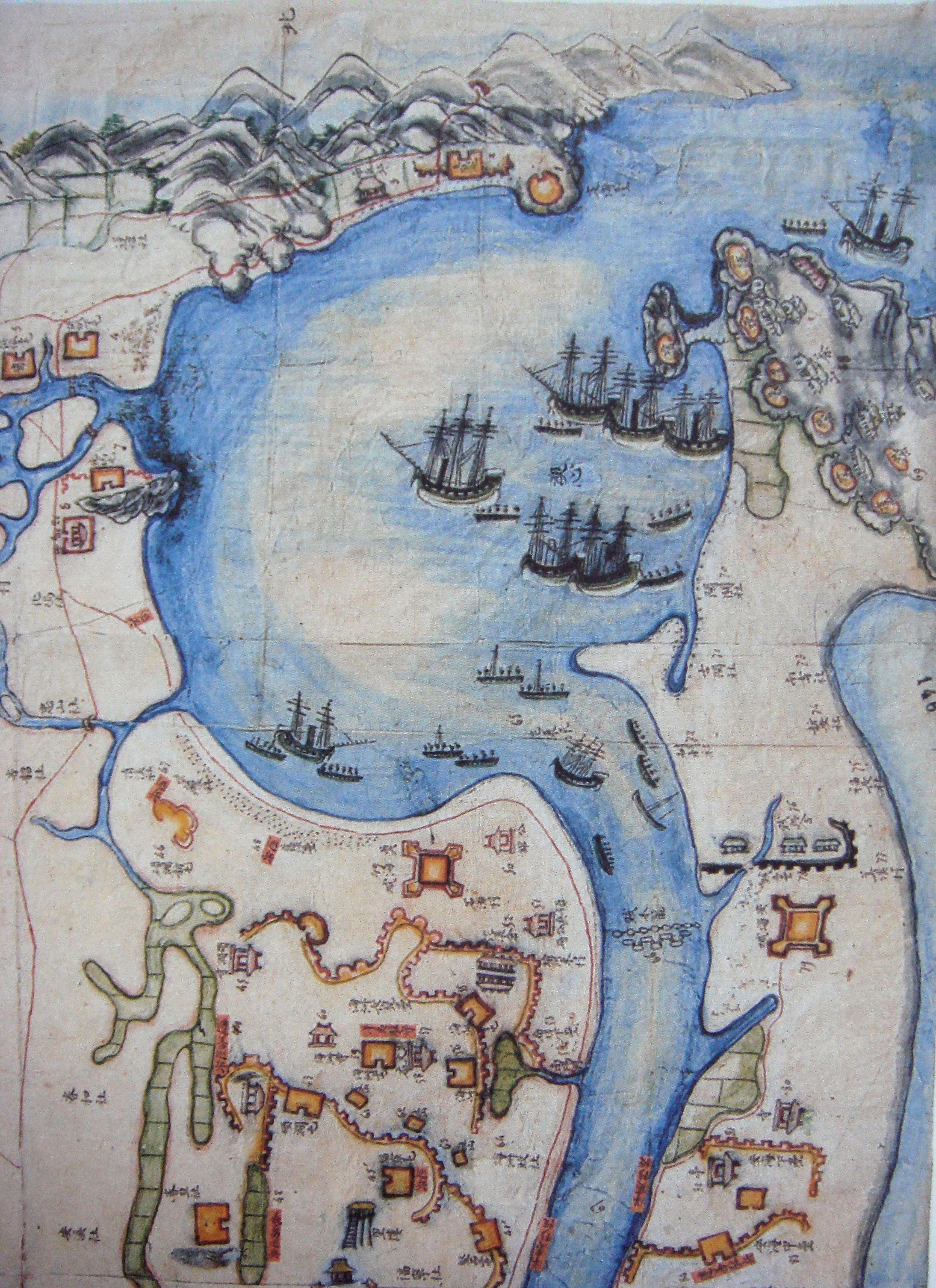
Détail d'une illustration vietnamienne du siège de Tourane (1859) : on distingue la péninsule de Tien Sâ à droite, ainsi que les forts de l'Est et de l'Ouest encadrant l'embouchure du fleuve Han, et Tourane, plus au sud. Les forts de Kiên Chan sont représentés à gauche, de l'autre côté de la baie.

Confronté aux conséquences désastreuses de la situation sanitaire, Tourane s'étant révélée être une impasse morbide, Rigault de Genouilly quitta les lieux le 2 février 1859 avec l'essentiel de ses forces pour attaquer Saïgon, ne laissant au capitaine de vaisseau Toyon que le Phlégéthon, le Primauguet, trois canonnières, l'aviso espagnol et de 2 176 hommes embarqués sur deux transports pour tenir Tourane. En face, l'armée vietnamienne était commandée par Nguyễn Tri Phương, qui décida d’assiéger la péninsule en pratiquant la politique de la terre brûlée, dans l'espoir d'affamer ses défenseurs.
Rigault de Genouilly fut de retour en avril après avoir pris Saïgon le 17 février et il y eut plusieurs attaques françaises pour détruire les tranchées et capturer des canons qui furent réutilisés.

### Engagement de Cẩm Lệ, 15 septembre 1859
Renforcé de compagnies de fusiliers marins, Rigault de Genouilly attaqua en formant trois colonnes, l'une sous les ordres du lieutenant-colonel Reybaud, une autre commandée par le colonel espagnol Lanzarote et la troisième par le capitaine de vaisseau Reynaud, avec une forte réserve sous les ordres du chef de bataillon Breschin. Ils perdirent 50 hommes, tuèrent plusieurs centaines de Vietnamiens et capturèrent 40 canons. Le général vietnamien Lê Đình Lại fut mortellement blessé durant le combat.
Malgré ce succès tactique, les Français ne purent briser le siège. Le choléra se déclara parmi les assiégés et sur les navires :  entre le 1er et le 20 juin 1859, il fit 200 victimes ; un bataillon qui avait rejoint la garnison à la fin du mois d'avril 1859 perdit un tiers de son effectif en deux mois,.
Dans le même temps, les troupes vietnamiennes passèrent à 10 000 hommes. Le résultat global fut politiquement critiqué et l'amiral Rigault de Genouilly fut remplacé à l'automne par l'amiral François Page.

### Capture des forts de Kiên Chan, 18 novembre 1859

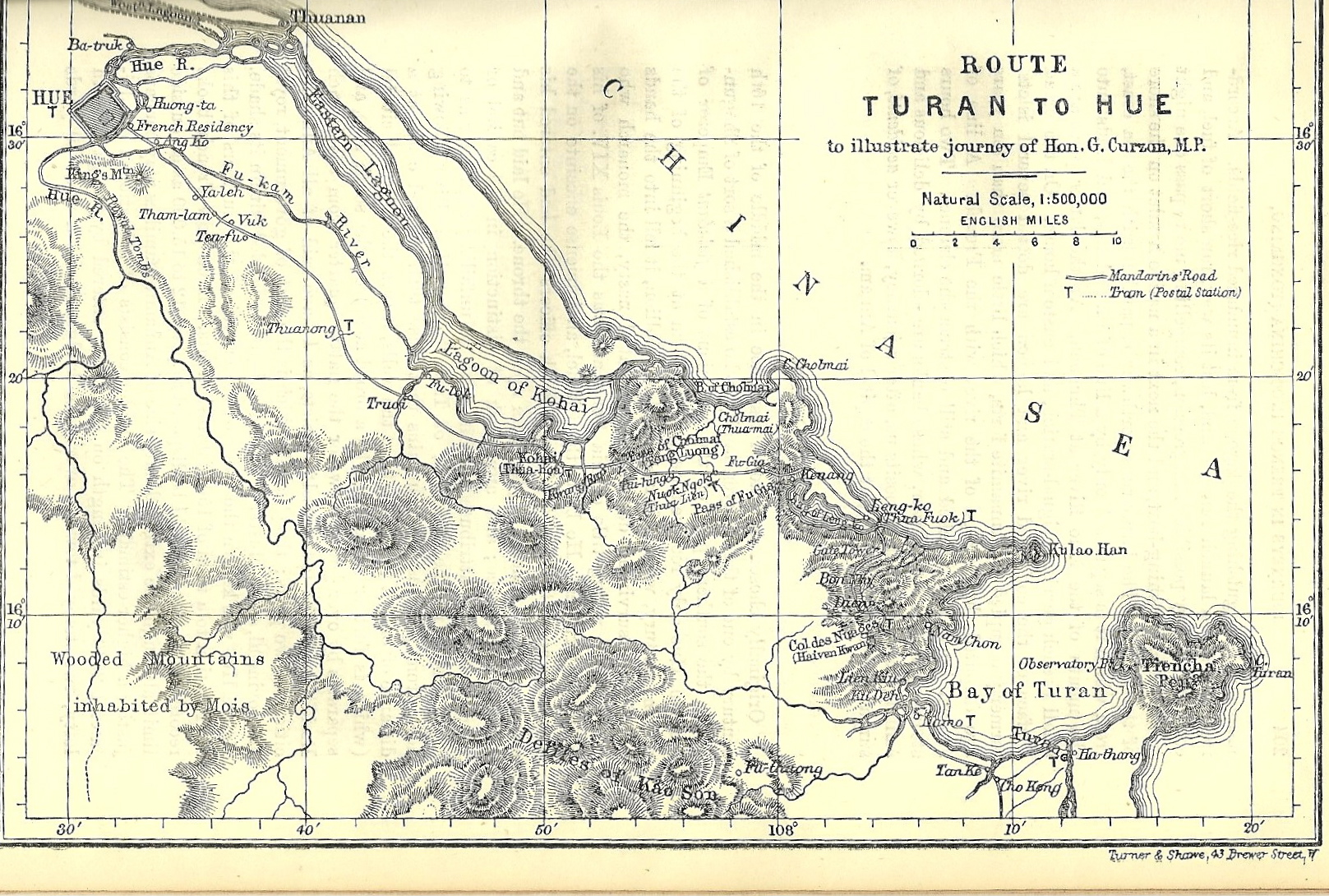
La route de Tourane à Hué.

Arrivé à Tourane le 19 octobre, l'amiral François Page mena des pourparlers de paix offrant un retrait sous condition de la signature d'un traité commercial, de l'implantation d'un consul et la fin des persécutions. Les Vietnamiens refusèrent ces conditions, pariant que les Français finiraient par se retirer les mains vides.
L'amiral Page ordonna donc une nouvelle attaque, cette fois contre les forts de  Kiên Chan qui barraient la route vers Hué. Le 18 novembre, le Némésis, le  Phlégéthon, le  Prégent  et le  Norzagaray, les canonnières  Avalanche et Alarme, le transport Marne et le Jorgo Juan (qui avait remplacé le El Cano) s'ancrèrent en face des forts pour les bombarder. Les forts furent détruits, mais leurs canons eurent le temps de faire plusieurs victimes ; le lieutenant-colonel du Génie Dupré-Déroulède et un marin furent tués d'un boulet à quelques pas de l'amiral. Une fois les forts réduits au silence, les Français débarquèrent, pour les trouver abandonnés. Encore une fois cette victoire tactique ne déboucha sur aucun avantage réel,.

### Évacuation de Tourane, 22 mars 1860
Les Français décidèrent d'évacuer Tourane pour concentrer leurs efforts autour de Saïgon. Ils commencèrent leurs préparatifs en février, faisant sauter tous les forts qu'ils avaient saisis et brûler tous leurs baraquements. Ils ne laissèrent que le cimetière où étaient enterrés leurs morts - ce champ de repos existe toujours aujourd'hui (2024). Le dernier soldat s'embarqua le 22 mars, sans réaction des Vietnamiens.
Bien que l'expédition ait été un échec, dont l'empereur Tu Duc fit le symbole de la résistance à l'étranger, elle n'eut pas de vraie conséquence sur la guerre, qui se poursuivit encore deux ans.

### Sources et bibliographie
- Sunny Le Galloudec, "Une impasse morbide ? Le poids du facteur épidémique dans l’échec du corps expéditionnaire franco-espagnol à Tourane (Đà Nẵng), 1858-1860", Revue historique des Armées, No. 303, pp. 61-76 [en ligne] : https://www.cairn.info/revue-historique-des-armees-2021-2-page-61.htm
- Auguste Thomazi, La Conquête de l'Indochine, Paris, 1934 ;
- Auguste Thomazi, Histoire militaire de l'Indochine français, Hanoï, 1931 ;
- (en) Oscar Chapuis, The last emperors of Vietnam : from Tu Duc to Bao Dai, Westport, Conn., Greenwood Press, coll. « Contributions in Asian studies », 2000, 185 p. (ISBN 978-1-567-50733-1 et 1-567-50733-6, OCLC 56119222) ;
- (en) R.S. Gundry, China and Her Neighbours, Londres, 1893 ;

### Fictions littéraires ayant pour décors le siège de Tourane
- Philippe Morvan, Ours, Paris, Calmann-Lévy, 2018, 378 p. (ISBN 978-2-7021-6353-5, présentation en ligne).